# Novi Lazi (Kočevje)
Novi Lazi je naselje u slovenskoj Općini Kočevju. Novi Lazi se nalazi u pokrajini Dolenjskoj i statističkoj regiji Jugoistočnoj Sloveniji. 

## Stanovništvo
Prema popisu stanovništva iz 2002. godine naselje je imalo 107 stanovnika.